# Мыхлыковаг
Мыхлыковаг (азерб. Mıxlıqovaq) — село в Габалинском районе Азербайджана, административный центр Мыхлыковагинского муниципалитета.

## География
Расположено на Алазань-Авторанской равнине, в 27 км к западу от районного центра города Габала.

## История
Ко времени прихода русских на Кавказ в начале XIX века в селении проживали семьи мусульман, которые осознавали себя уже азербайджанцами, но ещё помнили удинский язык. Основная масса удин как и большинство остального аборигенного населения Азербайджана, вошла в состав азербайджанского народа.

## Население
По данным «Кавказского календаря» на 1856 год Михликовахъ Кабалинского уезда населяли «татары»-сунниты (азербайджанцы), которые между собой говорили по-«татарски» (по-азербайджански).
По статистическим данным 1893 года, этнический состав Мыхлыковага (Михликовахъ) был представлен азербайджанцами.
Согласно данным Азербайджанской сельскохозяйственной переписи 1921 года Мехликовах  с отсёлками Бейли, Казмаляр, Молла-Али входил в Бумское сельское общество XV Куткашенского участка. Число хозяйств составляло 226, с населением 1166 человек, указанных как азербайджанские тюрки (азербайджанцы).
По материалам издания «Административное деление АССР», подготовленным в 1933 году Управлением народно-хозяйственного учёта Азербайджанской ССР (АзНХУ), по состоянию на 1 января 1933 года Мыхлыкувах являлся центром одноимённого сельсовета Куткашенского района Азербайджанской ССР. В селе на то время проживало 1673 человек (272 хозяйства), среди которых было 956 мужчин и 717 женщин. Национальный состав сельсовета состоял преимущественно из тюрок (азербайджанцев) — 88,5% .
В начале 1980-х годов в селе проживало 2847 жителей, занимавшихся разведением зерновых, табаководством, выращиванием фруктов и овощей, животноводством, шелководством. Из инфраструктуры имелись средняя и восьмилетняя школы, клуб, библиотека, больница.

### Известные уроженцы
Уроженцем села является Эльшан Сахиб оглы Бабазаде — прапорщик пограничных войск Азербайджана, шехид. Награждён орденом «Азербайджанское знамя».

## Происхождения названия
Название состоит из двух азербайджанских слов: «мых» — «гвоздь» и «говах» что так же по азербайджански означает «тополь».
По преданию на территории села в прошлом было огромное тополиное дерево, в которое было вбито множество гвоздей из-за деятельности, расположенной поблизости кузницы, где ковали лошадей.